# Limosa
Limosa là một chi chim trong họ Scolopacidae.

## Các loài
- Limosa limosa
- Limosa haemastica
- Limosa lapponica
- Limosa fedoa